# Hans-Henrik Nordstrøm
Hans-Henrik Nordstrøm (født i 1947), dansk kunster, uddannet ved Det Kongelige Danske Musikkonservatorium. Nordstrøm komponerede musik fra han var 13 år, men først i 1988 trådte han frem som komponist ved en workshop med Esbjerg Ensemble. I 1990 havde han sin egentlige professionelle debut på en DUT-koncert i København med værket Bjergene i Monestiés.
Siden da har han markeret sig som komponist og fået talrige bestillinger og opførelser fra førende orkestre, ensembler og solister i ind- og udland. Han har modtaget arbejdslegater og rejselegater fra Statens Kunstfond hvert år siden 1990 og er blevet tildelt Hans Peter Nielsens Legat i 1991, Dansk Komponist Forenings Pris i 2001 og Wilhelm Hansen Fondens Legat 2003 & 2004. Årets komponistnavn 2003 på Bornholms Musikfestival. Årets komponistportræt i Ny Musik i Birkerød 2004. Portrætkoncert på Spil Dansk Dagen 2010 i København. Modtaget Hakon Børresen og hustrus Hæderslegat 2007. Præmieret af Statens Kunstfond 2011.
Siden 1991 har han udelukkende arbejdet som komponist. Fra 1993 medlem af den kunstneriske ledelse af Suså Festival. 
Nordstrøms værker er indspillet på en lang række CD'er og har været opført ved talrige festivaler, koncerter og radioudsendelser i ind- og udland. 
Han arbejder det meste af året i sit hus i en skov på Midtsjælland, men hver sommer tager han på arbejdsophold i Nordatlanten f.eks. på Færøerne, i Island, på Lofoten i Norge, på Hebriderne, på Shetlandsøerne, herunder Fair Isle, i Irland og også i Bretagne i Nordvest-Frankrig samt på Balkan. Om vinteren drager han på arbejdsophold sydpå, f.eks. i Italien, Spanien, Syd-Frankrig, Malta, Azorerne, Mexico, Ægypten og De Kanariske Øer. 
Værkerne omfatter både instrumental- og vokalmusik. De tager ofte deres udgangspunkt i indtryk fra naturen (både den nære natur og kosmos) og – i voksende grad – fra litteraturen, ikke mindst fra Lorca, Joyce og Tranströmer. I andre tilfælde udspringer værkerne af "rene" musikalske ideer og strukturer. Der mærkes i den fremadskridende værkrække, i de senere år med flere vokalværker, en udvikling fra forholdsvis enkle, men meget ekspressive strukturer, til mere mangetydige, flerlagede og raffinerede udtryksformer, hvor det emotionelle stadig er udgangspunktet, men hvor musikken udvikler sig i mere og mere kompleks og plastisk retning. Musikken udvikler sig i mere pulserende og gestisk variabel retning samtidig med, at forkærligheden for et forfinet arbejde med klangfarver og instrumenternes individuelle særpræg udvikles yderligere. I de sidste år er arbejdet med større orkesterværker kommet i fokus.
Hans-Henrik Nordstrøms musik er ofte blevet betegnet som nordisk i sin klangverden og musikken står da også til en vis grad i gæld til nordisk tonekunst og nordisk natur. Men musikken udvikler sig og inspirationskilderne er langt mere vidtrækkende og omfattende, hvilket bl.a. ses af stadigt flere litterært inspirerede værker. 
Blandt de vigtigste værker fra de seneste år kan nævnes Riverrun (kammerensemble), Quarks (strygetrio), Following the Wake (klavertrio), Nuages d’automne (trombone & sinfonietta), Anna Livia (mezzo og guitar), Finnegan’s (sinfonietta), ”Stalingrad” (saxofonkvartet og slagtøj), Tres retratos con sombra (mezz. & ensemble), Tyst november (septet), Sange til kærligheden (mezzo & klavertrio), Nocturno del hueco (mezzo & guitar), Klodens Værksted (mezzo & ensemble), Six Fragments from Macedonia (strygekvartet), In the Wake of Ulysses (klarinettrio), De efterladte (oktet) Från havets bibliotek (mezzo, fl & acc.) Ni Momenter For To Guitarer, The New Fire. A Symphonic Dream (orkester), Secrets (blæserkvintet), Lyric Sketches (fl, gt & acc.), Cycle II – The Year (orkester), Finn, again! (mezzo, fl & gt) og Strygekvartet nr. 6. 
Der findes nu henved 60 værker indspillet på CD, først og fremmest samlet i portrætserien ”Hans-Henrik Nordstrøm 1, 2, 3, 4 og 5”, dobbelt-cd’en ”starting points” på Classico og ”Hans-Henrik Nordstrøm – Live” på CDKlassisk, ”Hans-Henrik Nordstrøm – In Concert” på tutl samt den prisbelønnede portrætplade ”Finnegan’s” med sinfoniettaværker på dacapo.